# SAIC-GM-Wuling Automobile
SAIC-GM-Wuling Automobile é uma joint-venture entre General Motors e Shanghai Automotive Industry Corporation. Comercializa veículos sob a marca Wuling especialmente no interior da China.

## Modelos
- Dragon LZW1010 (até 1998)
- Dragon LZW6320 (até 1998)
- Dragon (desde 1998)
- City Breeze (sob licença da Daihatsu)
- Windside
- Light
- Wuling Sunshine